# HMS Edinburgh (16)
O HMS Edinburgh foi um cruzador rápido operado pela Marinha Real Britânica e a décima e última embarcação da Classe Town. Sua construção começou em dezembro de 1936 nos estaleiros da Swan Hunter & Wigham Richardson e foi lançado ao mar em março de 1938, sendo comissionado na frota britânica em julho do ano seguinte. Era armado com uma bateria principal de doze canhões de 152 milímetros montados em quatro torres de artilharia duplas, tinha um deslocamento carregado de mais de treze mil toneladas e conseguia alcançar uma velocidade máxima de 32 nós.
O Edinburgh foi designado para a Frota Doméstica e patrulhou as águas entre a Islândia e as Ilhas Feroe até o início da Segunda Guerra Mundial. Em outubro de 1939 ele escoltou um comboio para a Noruega e perseguiu o couraçado alemão Scharnhorst, porém sem sucesso. O cruzador passou a maior parte de 1940 em manutenção e reformas, retornando ao serviço apenas em novembro com a escolta de um comboio para a África Ocidental Britânica. O Edinburgh escoltou comboios no Atlântico e Mediterrâneo durante 1941 e 1942, interrompido apenas por uma nova reforma.
O navio partiu de Murmansk, na União Soviética, em 28 de abril de 1942 como parte da escolta do Comboio QP 11. Ele foi torpedeado duas vezes no caminho no dia 30 pelo submarino alemão U-456. Outros membros do comboio tentaram rebocar o Edinburgh de volta para Murmansk, porém foram atacados por três contratorpedeiros alemães em 2 de maio. O danificado cruzador mesmo assim conseguiu atingir e afundar o contratorpedeiro Z7 Hermann Schoemann, mas foi torpedeado novamente e assim deliberadamente afundado no Oceano Ártico por seus companheiros.